# Maxim Saculțan
Maxim Saculțan (18 novembre 1996) è un lottatore moldavo specializzato nella lotta libera.

## Palmarès
- Europei

Varsavia 2021: bronzo nei 65 kg